# Kristinn Steindórsson
Kristinn Steindórsson (ur. 29 kwietnia 1990) – islandzki piłkarz występujący na pozycji pomocnika lub napastnika. Od 2020 roku zawodnik klubu Breiðablik UBK.